# Nommo Award for African Speculative Fiction
Der Nommo Award for African Speculative Fiction (kurz Nommo Award) ist ein Preis für Literatur der Genres Phantastik, Science-Fiction, Horror, Fantasy und angrenzender Gebiete, die zumindest zu einem erheblichen Teil von einem Autor oder einer Autorin aus Afrika stammt. Der Preis wird seit 2017 von der African Speculative Fiction Society (ASFS) in den Kategorien Roman, Novelle, Kurzgeschichte und Graphic Novel verliehen und ist mit insgesamt 3000 US-Dollar dotiert. Nominierungen erfolgen durch Mitglieder der ASFS; die Preisträger werden durch eine Online-Abstimmung unter den ASFS-Mitgliedern bestimmt. Der Name des Preises bezieht sich auf ein Paar von Zwillingen aus der Mythologie der Dogon, die an Land die Form auf ihren Schwänzen stehender Fische annehmen, wie sie auch im Logo der ASFS dargestellt sind.

## Geschichte
Die African Speculative Fiction Society, eine damals neu gegründete professionelle Vereinigung afrikanischer Autoren im Bereich Phantastik, verkündete beim Aké Arts and Book Festival 2016 den Plan, im Folgejahr den Nommo Award erstmals zu verleihen. Der britische Unternehmer und Bildungsphilanthrop Tom Ilube trat bei der Gründung als Mäzen auf und stiftete die Preisgelder von 3000 $ pro Jahr für vier Jahre im Voraus. Für die Verwaltungskosten, die Ausrichtung der Preisverleihung und ähnliche Kosten ist die Vereinigung allerdings auf Spenden angewiesen. Die Verwaltung aller Angelegenheiten rund um den Preis steht unter der Leitung des kanadischen Science-Fiction- und Fantasy-Autors Geoff Ryman.

## Preisträger
Kategorie Roman (Tom Ilube Preis)
- 2017 Tade Thompson für Rosewater
- 2018 Tochi Onyebuchi für Beasts Made of Night
- 2019 Akwaeke Emezi für Freshwater
- 2020 Suyi Davies Okungbowa für David Mojo, Godhunter
- 2021 Akwaeke Emezi für The Death of Vivek Oji
- 2022 T. L. Huchu für The Library of the Dead
- 2024 Wole Talabi für Shigdi and the Brass Head of Obalufon

Kategorie Novelle
- 2017 Nnedi Okorafor für Binti
- 2018 Tade Thompson für The Murders of Molly Southbourne
- 2019 Nerine Dorman für The Firebird
- 2020 Wole Talabi für Incompleteness Theories
- 2021 Oghenechovwe Donald Ekpeki für The Tale of Imadeyunuagbon
- 2022 Nnedi Okorafor für Remote Control
- 2024 Stephen Embleton für Undulation

Kategorie Kurzgeschichte
- 2017 Tendai Huchu für The Marriage Plot und Lesley Nneka Arimah für Who Will Greet You at Home
- 2018 Wole Talabi für The Regression Test
- 2019 Ekpeki Oghenechovwe Donald für The Witching Hour
- 2020 Stimmengleichheit zwischen Ada Nnadi für Tiny Bravery und Chikodili Emelumadu für Sin Eater
- 2021 Stimmengleichheit zwischen Innocent Chizaram Ilo für Rat and Finch are Friends und Tlotlo Tsamaase für Behind our Irises
- 2022 Pemi Aguda für Masquerade Season
- 2024 Gabrielle Emem Harry für A Name is a Plea and a Prophecy

Kategorie Graphic Novel
- 2017 Ntone Edjabe für The Corpse Exhibition
- 2018 Kwabena Ofei und Setor Fiadzigbey für Lake of Tears
- 2019 Nnedi Okorafor und Leonardo Romero für Shuri
- 2020 Morakinyo Araoye und Ogim Ekpezu für Danfo
- 2021 Nana Akosua Hanson und AnimaxFYB Studios für Moongirls
- 2022 Roye Okupe und Godwin Akpan für Iyanu: Child of Wonder (Vol. 2)
- 2024 Mamode Ogbewele und Chigozie Amadi für Grimm's Assistant